# Pegomya lyneborgi
Pegomya lyneborgi este o specie de muște din genul Pegomya, familia Anthomyiidae. A fost descrisă pentru prima dată de Ackland în anul 1977.
Este endemică în Spania. Conform Catalogue of Life specia Pegomya lyneborgi nu are subspecii cunoscute.